# البصاصلة الغابة (العثامنة التيرس)
البصاصلة الغابة هو دُوَّار يقع بجماعة زيايدة، إقليم بنسليمان، جهة الدار البيضاء سطات في المملكة المغربية. ينتمي الدوّار لمشيخة العثامنة التيرس التي تضم 8 دواوير. يقدر عدد سكانه بـ 1423 نسمة حسب الإحصاء الرسمي للسكان والسكنى لسنة 2004.

## روابط خارجية
- البوابة الوطنية للجماعات الترابية
- المندوبية السامية للتخطيط